# Piotr Kusiewicz
Piotr Kusiewicz (ur. 30 czerwca 1953 w Gdańsku) – polski tenor, pianista i nauczyciel akademicki.

## Życiorys
Syn Jana. Absolwent Akademii Muzycznej im. Stanisława Moniuszki w Gdańsku – w 1977 ukończył grę na fortepianie w klasie Zbigniewa Śliwińskiego, a w 1980 śpiew w klasie Jerzego Szymańskiego (dyplom z wyróżnieniem).
20 sierpnia 2001 uzyskał tytuł profesora sztuk muzycznych, który odebrał 4 października tego samego roku z rąk Prezydenta RP Aleksandra Kwaśniewskiego.

## Pełnione funkcje w Akademii Muzycznej im. Stanisława Moniuszki w Gdańsku
- Dziekan Wydziału Wokalno-Aktorskiego (1990–1996)
- Kierownik Katedry Wokalistyki (1996–2021)[4]
- Członek Rady Dyscypliny Artystycznej Uczelni (kadencje 2021–2024 i 2025–2028)[5][6][7]

## Członkostwo i funkcje poza uczelnią
- Doradca obsadowy w Operze Bałtyckiej (od sezonu artystycznego 2021/2022)[8]
- Członek Rady Doskonałości Naukowej I kadencji – zastępca Przewodniczącego Zespołu VIII Sztuki (kadencja 2019–2023)[9]
- Członek Centralnej Komisji ds. Stopni i Tytułów – Sekcja VII. Sztuka. (2007–2020)[4][10]

## Odznaczenia i wyróżnienia
- Srebrny Krzyż Zasługi (6 listopada 1997)[1]
- Nagroda Miasta Gdańska w Dziedzinie Kultury (za 1999 rok)[11]
- Krzyż Pro Ecclesia et Pontifice (najwyższe odznaczenie przyznane osobom świeckim przez papieża Benedykta XVI) (2008)[12]
- Brązowy Medal „Zasłużony Kulturze Gloria Artis” (27 maja 2010)[13]
- Srebrny Medal „Zasłużony Kulturze Gloria Artis” (17 czerwca 2016)[13]
- Nagroda Prezydenta Miasta Gdańska w Dziedzinie Kultury z okazji jubileuszu 45-lecia pracy twórczej (2022)[14][15]
- Złoty Medal „Zasłużony Kulturze Gloria Artis” (13 czerwca 2023)[13]